# Prasugrel
Le prasugrel est un médicament antiagrégant plaquettaire, vendu sous les noms Efient (Union Européenne) et Effient (États-Unis, Inde).

## Mode d'action
Il fait partie de la classe des thiénopyridines (avec le clopidogrel et la ticlopidine). En tant que tel, il se fixe de manière irréversible aux récepteurs P2Y12 des plaquettes sanguines, inhibant leur agrégation. 
Le métabolite actif semble aussi efficace que celui du clopidogrel, la différence d'activité de ces médicaments étant, sans doute, en rapport avec le métabolisme des molécules.

## Métabolisme
Comme les autres thiénopyridines, il s'agit d'une prodrogue, la molécule étant inactive avant transformation. Elle est d'abord hydrolysée, puis métabolisée par le cytochrome p450 dans sa forme active. Il semble, cependant, beaucoup moins sensible aux variations du fonctionnement de ce cytochrome que le clopidogrel. En particulier, le port d'un allèle moins actif (ou inactif) du CYP2C19, fraction du cytochrome p450, qui est connu pour diminuer très sensiblement l'activité du clopidogrel, ne semble pas avoir d'effet significatif sur le prasugrel.
Son efficacité n'est pas modifiée par une insuffisance rénale, qu'elle soit modérée ou sévère.
Le retour à une activité plaquettaire correcte requiert un arrêt de sept jours du médicament, soit deux jours de plus que pour le clopidogrel.
La morphine retarde l'action du prasugrel.

## Efficacité
Chez les patients bénéficiant d'une angioplastie d'une artère coronaire à la phase initiale d'un infarctus du myocarde, les résultats du prasugrel sont un peu meilleurs que ceux du clopidogrel, les deux étant donnés en association avec de l'aspirine, sur le nombre de complications, essentiellement sur le nombre de récidives d'infarctus. Par contre, les deux traitements semblent équivalents dans le syndrome coronarien aigu ST- pour lequel une revascularisation coronaire n'est pas proposée.
Chez la personne âgée (de plus de 75 ans), le risque d'hémorragie est substantiellement augmenté à la dose de 10 mg et, à moitié dose, son efficacité n'est pas supérieure au clopidogrel.
Le tabagisme pourrait influencer favorablement son efficacité, la supériorité retrouvée vis-à-vis du clopidogrel semblant devenir marginale chez le non fumeur.

### Place par rapport aux autres antiagrégants plaquettaires
- Il n'existe pas de comparaison directe avec la ticlopidine mais cette dernière molécule tend à être abandonnée du fait de ses effets secondaires sanguins.

- Il est plus cher (en 2018) que le clopidogrel, ce qui fait qu'on préfère ce dernier dans tous les cas où il n'y a pas de démonstration de la supériorité du prasugrel.

- Le ticagrelor, antiagrégant qui n'appartient pas à la classe des thiénopyridines, pourrait être une alternative intéressante, surtout du fait de la réversibilité de son action anti-agrégante. Son efficacité est comparable à celle du prasugrel dans le cadre du syndrome coronarien aigu[13].

## Effets secondaires
Ce sont essentiellement les saignements. Ils sont plus fréquents qu'avec le clopidogrel,, cela étant d'autant plus vrai que le patient est plus âgé (supérieur à 75 ans), de faible poids (inférieur à 60 kg) ou avec un antécédent d'accident vasculaire cérébral. Chez le patient de moins de 60 kg, une dose moitié moindre (5 mg) conserverait la même efficacité tout en réduisant le risque hémorragique.